# Polskie Towarzystwo Kobiet w Matematyce
Polskie Towarzystwo Kobiet w Matematyce (PTKM) – stowarzyszenie o celach niezarobkowych zrzeszające osoby związane z matematyką.
Jego cele to:

a. upowszechnianie matematyki i nauk pokrewnych, podnoszenie ogólnego poziomu wiedzy matematycznej w społeczeństwie oraz popieranie rozwoju matematyki w Polsce;
b. zabieganie o prawo do równych szans i możliwości oraz równego traktowania kobiet aktywnych w dziedzinie nauk matematycznych;
c. dbałość o upowszechnianie wyników naukowych (osiągnięć) uzyskanych przez kobiety w naukach matematycznych;
d. wykorzystywanie wiedzy eksperckiej w celu wspierania kobiet w matematyce;
e. ochrona praw i pozycji kobiet pracujących w dziedzinie nauk matematycznych;
f. motywowanie kobiet do budowania aktywnej kariery w dziedzinie nauk matematycznych oraz wspieranie ich w realizacji kariery zawodowej;
g. organizowanie spotkań kobiet o podobnych zainteresowaniach naukowych;
h ułatwianie kobietom komunikacji naukowej w dziedzinie nauk matematycznych;
i. reprezentowanie środowiska PTKM w społeczeństwie, wobec organów państwowych, samorządowych, a także innych organizacji publicznych i prywatnych w kraju oraz za granicą;
j. współpraca z międzynarodowymi organizacjami matematycznymi skupiającymi kobiety.

## Historia
Polskie Towarzystwo Kobiet w Matematyce powstało w Rzeszowie, 2 kwietnia 2016 na Zjeździe Założycielskim PTKM. Inicjatywa utworzenia Polskiego Towarzystwa Kobiet w Matematyce powstała w Warszawie, podczas 6. Forum Matematyków Polskich (7–12 września 2015 r.), konferencji zorganizowanej przez Oddział Warszawski Polskiego Towarzystwa Matematycznego. Grupa inicjatywna w składzie: Urszula Foryś, Krystyna Jaworska, Stanisława Kanas, Małgorzata Migda i Ewa Schmeidel postanowiła stowarzyszeniu nadać nazwę Polskie Towarzystwo Kobiet w Matematyce, w skrócie PTKM (nazwą angielską Polish Women in Mathematics (PWM)). Po przygotowaniu odpowiednich dokumentów, koniecznych do rejestracji towarzystwa, 2 kwietnia 2016 w Rzeszowie zorganizowany został Zjazd Założycielski PTKM, w którym udział wzięło 25 osób. Uczestnicy zjazdu jednogłośnie zdecydowali o utworzeniu i rejestracji stowarzyszenia pod wyżej wymienioną nazwą. PTKM zostało formalnie zarejestrowane 5 lipca 2016.
PTKM zostało formalnie zarejestrowane 5 lipca 2016 r. w Krajowym Rejestrze Sądowym pod numerem KRS: 0000626678.

## Konkursy
- Polskie Towarzystwo Kobiet w Matematyczne organizuje Konkursu o Nagrodę PTKM dla kobiet za osiągnięcia w dziedzinie badań matematycznych[3]
- Konkurs im. Edyty Szymańskiej[4]- zdecydowała o ustanowieniu konkursu o nagrodę im. Edyty Szymańskiej[5] na najlepszy wynik naukowy z zakresu matematyki i informatyki teoretycznej, uzyskany w 2 latach poprzedzających termin konkursu przez kobietę związaną z polskim środowiskiem matematycznym. Konkurs adresowany jest do wszystkich kobiet nieposiadających stopnia doktora habilitowanego, w tym do studentek i doktorantek. Od drugiej edycji (2019 roku) konkurs jest objęty patronatem przez Polskie Towarzystwo Kobiet w Matematyce[6].

### Laureaci Konkursu PTKM
- 2023 
  - Iwona Chlebicka (Uniwersytet Warszawski)-nagroda główna
  - Magda Dettlaff (Wydział Matematyki, Fizyki i Informatyki Uniwersytetu Gdańskiego) – wyróżnienie
- 2022 Justyna Signerska-Rynkowska (Politechnika Gdańska)
- 2021 Ewa Rak (Uniwersytet Rzeszowski)
- 2020 Żywilla Fechner  (Politechnika Łódzka)
- 2019 
  - Tatiana Odzijewicz (Szkoła Główna Handlowa w Warszawie),
  - Barbara Pękala (Uniwersytet Rzeszowski),
  - Monika Joanna Piotrowska (Uniwersytet Warszawski)

### Laureaci Konkursu im. Edyty Szymańskiej[5][6]
- Laureatką IV edycji:
  - Joanna Polcyn-Lewandowska z Uniwersytetu im. Adama Mickiewicza w Poznaniu.
  - Karolina Okrasa z Politechniki Warszawskiej (nagrodę specjalną PTKM).
- Laureatka III edycji: 
  - dr hab. Iwona Chlebicka z Uniwersytetu Warszawskiego.